# Harold Angus
Harold Angus (ur. 10 listopada 1904, zm. 30 października 1940) – brytyjski zapaśnik walczący w stylu wolnym. Olimpijczyk z Amsterdamu 1928, gdzie zajął siódme miejsce w wadze piórkowej.
Czwarty na mistrzostwach Europy w 1929. Srebrny medalista igrzysk Imperium Brytyjskiego w 1930 roku, gdzie reprezentował Anglię. Mistrz kraju w 1928 roku.

## Letnie Igrzyska Olimpijskie 1928
| Konkurencja      | Rundy eliminacyjne    | Rundy eliminacyjne     | Klas. końcowa |
| Konkurencja      | 1/8                   | 1/4                    | Miejsce       |
| ---------------- | --------------------- | ---------------------- | ------------- |
| 61 kg styl wolny | Eduard Pütsep (EST) Z | Danny McDonald (CAN) P | 7.            |